# INI 파일
INI(Initialization) 파일 포맷은 설정 파일에 대한 사실상 표준이다. INI 파일은 단순 구조의 텍스트 파일로 이루어져 있다. 보통 마이크로소프트 윈도우와 연결되어 있지만 다른 운영 체제에서도 사용할 수 있다. "INI 파일"이라는 이름은 ".INI"라는 파일 확장자가 따라오지만, ".CFG", ".conf", ".TXT" 등의 다른 확장자를 사용하기도 한다.

## 형식
매개 변수
INI 파일에 포함된 기본 요소는 매개 변수이다. 각 변수는 이름과 값을 가지고 있으며 등호로 이를 구분한다. "이름"은 등호 왼쪽에 적는다.
```
이름
 
=
 
값

```

섹션
매개 변수는 임의의 이름으로 지정된 여러 개의 섹션으로 구분할 수 있다. 이 섹션 이름은 괄호 ([, ])로 구분한다.
```
[섹션]

```

주석
세미콜론 (;)은 주석의 시작을 가리킨다. 줄이 끝날 때까지 주석을 계속 적을 수 있다. 세미콜론 사이의 모든 항목과 줄의 끝 부분까지의 내용은 프로그램의 설정값에서 무시한다.
```
; 주석

```

## 예
가상의 프로그램(실제로 존재하지는 않음)을 위한 INI 파일의 예는 다음과 같다. 두 개의 섹션을 가지고 있으며, 그 가운데 한 섹션은 소프트웨어의 소유자에 대한 것이며, 나머지 하나는 종업원 명부 데이터베이스 연결에 대한 것이다. 또, 파일을 마지막으로 수정한 날짜, 도메인 이름 대신 IP 주소가 쓰인 까닭에 대해 주석을 적고 있다.
```
; 홍길동이 2001년 4월 1일에 마지막으로 수정하였음

[owner]

name
=
홍길동

organization
=
최고의 제품

[database]

server
=
192.0.2.62
     
; 네트워크 이름 변환이 동작하지 않는 경우 IP 주소를 사용한다

port
=
143

file
=
"payroll.dat"

```

## 같이 보기
- MSConfig
- 윈도우 레지스트리

## 참조
1. ↑  .conf initialization files
2. ↑  Other .conf initialization files
3. ↑  See Trainz which uses config.txt for virtually all data base assets. (Trainsoptions.txt is that app's version of a .ini file)